# Rombach (Aubach)
Der Rombach ist ein etwa 400 Meter langer rechter, östlicher Zufluss des Aubachs.

## Verlauf
Der Rombach tritt am östlichen Ortsrand von Langenaubach unterhalb des Ketzenbergs, in einer Wiese zu Tage.
Der Lauf des Baches erfolgt bereits nach wenigen Metern verrohrt am Langenaubacher Fußballplatz vorbei bis zur Mündung des Baches in den Aubach.

## Zuflüsse
Der Rombach verfügt über keine nennenswerten Zuflüsse.

## Ortschaften
Einzige Ortschaft am Rombach ist Langenaubach.